# HD 213986
HD 213986，又名CD-2417232，SAO 191246、HR 8596，是一颗恒星，视星等为5.97，位于銀經31.1，銀緯-59.3，其B1900.0坐标为赤經22h 30m 6.4s，赤緯-24° -59.3′ 29″。